# Thank You for the Music
«Thank You For The Music» (literalmente, Gracias por la música) es una canción y un sencillo que publicó el grupo sueco ABBA. Fue publicado en 1977.

## La canción
Fue escrita por Benny, Björn y Stig, y grabada el 21 de julio de 1977, en el Glenstudio en Stocksund. La canción pertenece al mini-musical "The Girl With The Golden Hair". La protagonista canta que tiene un don musical, y que esta orgullosa de él y que esa será su herramienta para llegar a la cima. El tema está incluido en el disco The Album, como la pista número 7.
Aunque "Thank You For The Music" nunca fue lanzado oficialmente como sencillo, la canción era una de las más populares de ABBA, y fue incluida en su álbum recopilatorio Greatest Hits Vol. 2. Incluso su versión en español "Gracias por la música", es la que le dio nombre al LP de ABBA en español y se convirtió en un sencillo exitoso en México y Argentina.
En 1983, cuando se lanzó The Anniversary Collection, una caja recopilatoria que contenía todos los Sencillos de ABBA, se decidió sacar uno nuevo para promocionar la venta de dicha caja. Se decidió sacar "Than You For The Music", que anteriormente había sido lado B de "Eagle". El sencillo tuvo un poco de éxito en Europa y previamente, en 1977 había conseguido llegar al n.º 2 en Sudáfrica y al n.º 1 en Costa Rica. Posteriormente fue relanzada en 1992 en Alemania llegando al nº55.
La canción forma parte actualmente del musical Mamma Mia!, basado en las canciones de ABBA. Comúnmente era interpretada por el grupo en sus tours de 1977, de 1979 y de 1980.

## El Lado B
Our Last Summer (Nuestro último verano) fue el lado B de este sencillo. Fue escrita por Bejörn y Benny, grabada el 4 de junio de 1980. La canción habla sobre una mujer que recuerda un viaje que hizo con su exnovio a París, y se da cuenta de que todavía lo ama. Este tema viene incluido en el álbum Super Trouper, como la pista número 7.
Anteriormente, Our Last Summer había sido lanzado como sencillo en Grecia.

## El vídeo
El vídeo de Thank You For The Music había sido grabado el 17 y 18 de abril de 1978 en los estudios de SVT en Estocolmo. En este, ABBA aparece frente a un grupo de niños tocando la canción, vestidos con sus trajes de animales. Fue dirigido por Lasse Hallström.
Actualmente está disponible en The Definitive Collection (DVD), ABBA Gold (DVD) y en ABBA: 16 Hits.

## Listas
| Lista                                     | Posición |
| ----------------------------------------- | -------- |
| Costa Rica Top 50 Radio Uno               | 1        |
| Sudáfrica Top 20 Springbok Singles        | 1        |
| Zimbabue Top 20 Singles                   | 1        |
| Irlanda Top 30 IRMA Singles               | 1        |
| Polonia Top 40 Trójka Radio               | 1        |
| Holanda Top 30 National Hitparade Singles | 1        |
| UK Singles Chart                          | 1        |
| Holanda Dutch Top 40 Singles              | 1        |
| Alemania Top 100 Media Control Singles    | 1        |
| Francia Top 75 Singles                    | 1        |

### Trayectoria en las listas
| Posición | 1 | 1 | 1 | 1 | 1 | 1 |

1

### Listas de Fin de Año
| País      | Posición | Año  |
| --------- | -------- | ---- |
| Sudáfrica | 1        | 1978 |